# The Washington Post
The Washington Post je američki dnevni list koji izlazi u Washingtonu te predstavlja najpoznatiju, najčitaniju i najutjecajniju publikaciju u tom gradu. Predstavlja također jednu od najstarijih publikacija u gradu, s obzirom na to da je prvi primjerak tiskan izašao 1877. godine.
Post je također poznat i po ulozi koju su početkom 1970-ih njegovi reporteri Bob Woodward i Carl Bernstein imali prilikom pokretanja afere Watergate i tako posredno doveli do pada Nixonove administracije.

## Općenito
Post se smatra jednim od vodećih američkih dnevnih listova, uz The New York Times, koji je poznat po praćenju događaja na međunarodnoj razini i The Wall Street Journal, koji se ističe izvještavanjem o gospodarstvenim zbivanjima. Post se istakao svojim redovnim i temeljitim praćenjem rada Bijele kuće, Kongresa, i drugih institucija američke vlade.
Za razliku od Timesa i Journala, uredništvo ovaj list prvenstveno vidi kao regionalnu publikaciju, te se trenutno ne tiska dnevno nacionalno izdanje namijenjeno publici izvan američke Istočmne obale. Međutim, postoji i tzv. "Nacionalno tjedno izdanje" (National Weekly Edition), koje kombinira Postove članke iz redovnih izdanja, a koja su namijenja široj publici.   Arhivirana inačica izvorne stranice od 25. veljače 2011. (Wayback Machine) Većina čitateljstva se nalazi u Districtu of Columbia, kao i washingtonskim predgrađima koja pripadaju državi Maryland i sjevernom dijelu Virginije.
U listopadu 2006. prosječni tiraž za radni dan je iznosio 656.297, a za nedjeljno izdanje 930.619 primjeraka prema nalazima Audit Bureau of Circulations, što Post čini šestim najtiražnijim listom u SAD, iza The New York Timesa, Los Angeles Timesa, The Wall Street Journala, USA Today i New York Posta. Iako je njegov tiraž, kao tiraž gotovo svih novina, u posljednje vrijeme počela opadati, smatra se da ima najviše stope tržišnog prodora u kategoriji metropolitanskih dnevnika.

## Povijest
Washington Post je godine 1877. osnovan od strane novinara i izdavača Stilsona Hutchinsa, čija je namjera bila da u glavnom gradu promiče stavove Demokratske stranke. 1880. je dobio nedjeljno izdanje, a redakciji je priključio i ugledni novinar Joseph Pulitzer.Godine 1888. Hutchins je napustio demokrate i prešao republikancima, što mu je omogućilo da kupi gradsku konkurenciju Republican National. 
Sljedeće je godine Washington Post prodao Franku Hattonu, glavnom inspektoru pošta SAD te Beriahu Wilkinsu, bivšem demokratskom kongresniku iz Ohioa. Novi vlasnici su, kako bi se predstavili, organizirali natječaj za najbolji školski sastav. Za ceremoniju dodjele nagrade je ugledni kompozitor John Philip Sousa napisao The Washington Post, jedan od najpopularnijih koračnice u povijesti glazbe.
Wilkins je godine 1984. nakon Hattonove smrti preuzeo njegov vlasnički udio, a nakon što je i sam umro 1903. godine, list su preuzeli njegovi sinovi John i Robert. Dvije godine kasnije su ga prodali vlasniku Cincinnati Enquiriera Johnu Rollu McLeanu. Prije nego što je John McLean umro 1916. godine, oporukom je list ostavio posebnom trustu, držeći da Edward Beale McLean, njegov sin-plejboj, nije u stanju kvalitetno upravljati listom. Mladi McLean je tu oporuku uspio oboriti na sudu, ali su se očeva strahovanja pokazala ispravnim. 1920-ih je list počeo zapadati u financijske probleme, da bi nakon sloma burze 1929. godine otišao u bankrot.
Godine 1933. je na aukciji kupio ugledni financijer Eugene Meyer, koji je godinama na njega trošio milijune dolara nastojeći mu povećati kvalitetu i ugled. Kada je predsjednik Truman Meyera godine 1946. imenovao na čelo Svjetske banke, Meyer je list predao svom mladom zetu Philipu Grahamu. Novi vlasnik se pokazao kao vrlo uspješan poslovni čovjek čije su investicije i drugi poslovni potezi isplatili, i koji je početkom 1950-ih konačno list učinio ne samo uglednim, nego i financijski isplativim. Godine 1954. Washington Post je otkupio svog posljednjeg lokalnog konkurenta, Washington Herald.
Graham, koji je od 1950-ih počeo patiti od manično-depresivne psihoze, je u ljeto 1963. godine izvršio samoubojstvo. Tada je vlasništvo nad listom preuzela njegova udovica Katharine Graham. Njen uspon na čelo jedne tako velike i ugledne tvrtke mnoge američke feministkinje smatraju važnim međašem u borbi za izjednačavanje spolova u SAD.
Graham je, međutim, na Post i povijest općenito ostavila daleko više traga zahvaljujući spremnosti na brojne reforme u skladu s duhom vremena, kao i novi, daleko agresivniji i ponekad kontroverzni stil društveno angažiranog novinarstva, oličen u uglednom uredniku Billu Bradleeju. Rezultat takve politike je posebno došao do izražaja krajem 1960-ih i početkom 1970-ih, te kulminirao u Postovim člancima koji su razotkrili aferu Watergate. Za to dostignuće, koje se smatra jednim od najsvjetlijih trenutaka u povijesti američkog novinarstva, list je 1973. godine dobio Pulitzerovu nagradu.
Godine 1980. je, međutim, i sam Post postao predmetom skandala kada je Jimmy's World, reportaža njegove novinarke Janet Cooke o 8-godišnjem ovisniku o heroinu dobila Pulitzerovu nagradu. Međutim, kada se otkrilo da je cijela priča najobičnija izmišljotina, osramoćeni Post je bio prisiljen vratiti nagradu.
Godine 1982. je Post dobio i prvu ozbiljniju konkurenciju u obliku The Washington Timesa, gradskog lista koji se nastojao lokalnim čitateljima predstaviti kao desna, odnosno konzervativna alternativa Posta, a koji je naslijedio većinu suradnika dotadašnjeg glavnog takmaca Washington Posta, The Washington Stara. 
Godine 1996. Post je dobio svoju prvu službenu web-stranicu, a 1999. je na naslovnice uveo fotografije u boji.
Donalda Grahama, sina Katharine Graham koji je listom rukovodio od 1979. godine, godine 2000. je naslijedio današnji izdavač Boisfeuillet Jones mlađi

## Politička orijentacija
The Post se, kao i brojni drugi mediji u SAD, nastoji predstaviti kao politički neutralan i objektivan. Međutim, u američkoj javnosti, pogotovo njenom konzervativnom dijelu, vlada široko rasprostranjeno mišljenje kako je taj list, kao i većina tiskanih, odnosno "tradicionalnih" medija, liberalno, odnosno lijevo orijentiran.
Kao argument u prilog tome se često navodi kako je The Post jedan od najžešćih kritičara politike i administracije američkog predsjednika Georgea W. Busha, kao i da je tradicionalno bio bliži kandidatima Demokratske nego Republikanske stranke. Godine 2004. je tako prekinuta dugogodišnja tradicija da se na izborima službeno ne podržava nijedan predsjednički kandidat, pa je uvodnik lista glasače pozvao da daju svoj glas Bushovom demokratskom protukandidatu Johnu Kerryju.
S druge strane, The Post ima dio kritičara s krajnjeg lijevog krila američkog političkog spektra, uključujući Noama Chomskog koji je još 1988. ustvrdio da list skreće udesno, odnosno podržava politiku reakcije i status quoa. Godine 1992. je, pak, u emisiji Frontline TV-kuće PBS se kao objašnjenje tog navodnog zaokreta tvrdi da je list bio prisiljen promijeniti uređivačku politiku kako bi spriječio konzervativni dio čitateljstva da se okrene Washington Timesu.
U prilog teze o desnoj, odnosno konzervativnoj orijentaciji The Posta se navode njegovi uvodnici u kojima se službeno podržavala američka invazija na Irak, odnosno Bushove inicijative da se privatizira američki mirovinski sistem te sporazumi o slobodnoj trgovini.
Sam list, kao što je to i običaj u SAD, u svojoj redakciji i među kolumnistima ima osobe različitih ideoloških opredijeljenja, od ljevice do desnice, pa to ponekad izaziva teškoće kod svih koji žele precizno definirati njegovu političku orijentaciju.

## Vanjske poveznice
- Službene stranice
- Corporate website
- Timeline of the history of The Washington Post  Arhivirana inačica izvorne stranice od 11. lipnja 2008. (Wayback Machine)
- The Washington Post at Discourse DB
- The Washington Post editorial board at Discourse DB
- Scott Sherman, Columbia Journalism Review, May 2002, "Donald Graham's Washington Post"  Arhivirana inačica izvorne stranice od 24. studenoga 2003. (Wayback Machine)
- Video Interview with Baghdad Bureau Chief Rajiv Chandrasekaran  Arhivirana inačica izvorne stranice od 2. siječnja 2007. (Wayback Machine)